# Liste de musées à Saint-Marin
Pour les autres articles nationaux ou selon les autres juridictions, voir Liste des musées par pays.

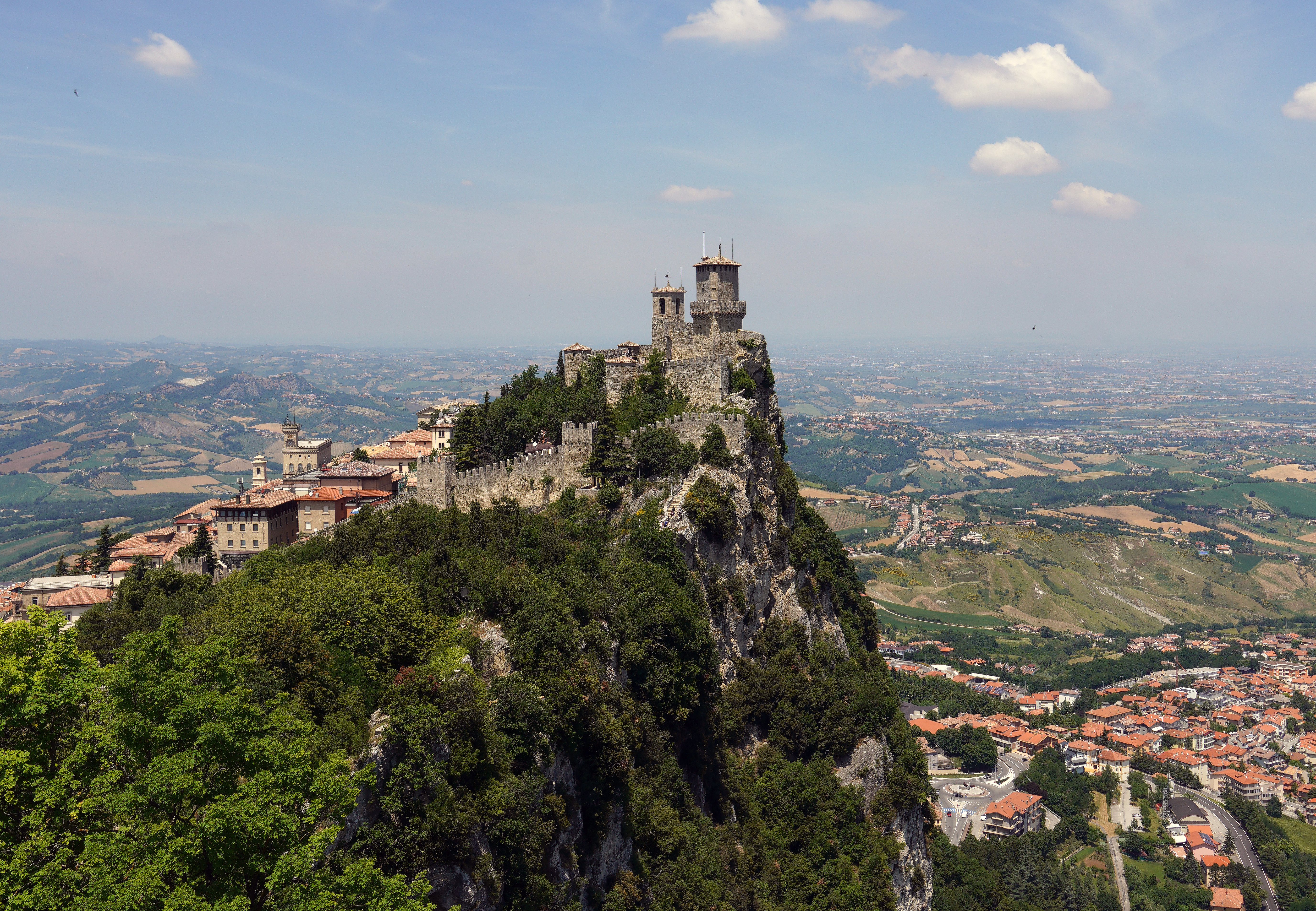
La forteresse de Città di San Marino, vue du côté de la Guaita sur le Mont Titano (Apennin tosco-romagnol), 2013. Elle est avec la Guaita et la Montale, les trois forteresses qui protégeaient Saint-Marin au XIIIe siècle. On les retrouve stylisées sur les armoiries de la république. Elles sont ouvertes au public, sauf la plus petite Montale.

Cet article présente une liste non exhaustive de musées à Saint-Marin, classés par commune (castello, « château »).

## Saint-Marin
- Musée des armes anciennes de Saint-Marin (it)
- Musée des armes modernes (it)
- Musée de cire de Saint-Marin (it)
- Musée de la civilisation paysanne et des traditions de la République de Saint-Marin (it)
- Musée des émigrants de la République de Saint-Marin (de)
- Musée d'État de Saint-Marin (it)
- Musée Saint-François (it)
- Palais public ou palais du gouvernement
- Reptilarium - Aquarium (it)
- Tour de Cesta
- Tour de Guaita

## Serravalle
- Collection Maranello Rosso, à Falciano (it)
- Musée du sport et de l'olympisme (it), à Serravalle